# Single coil

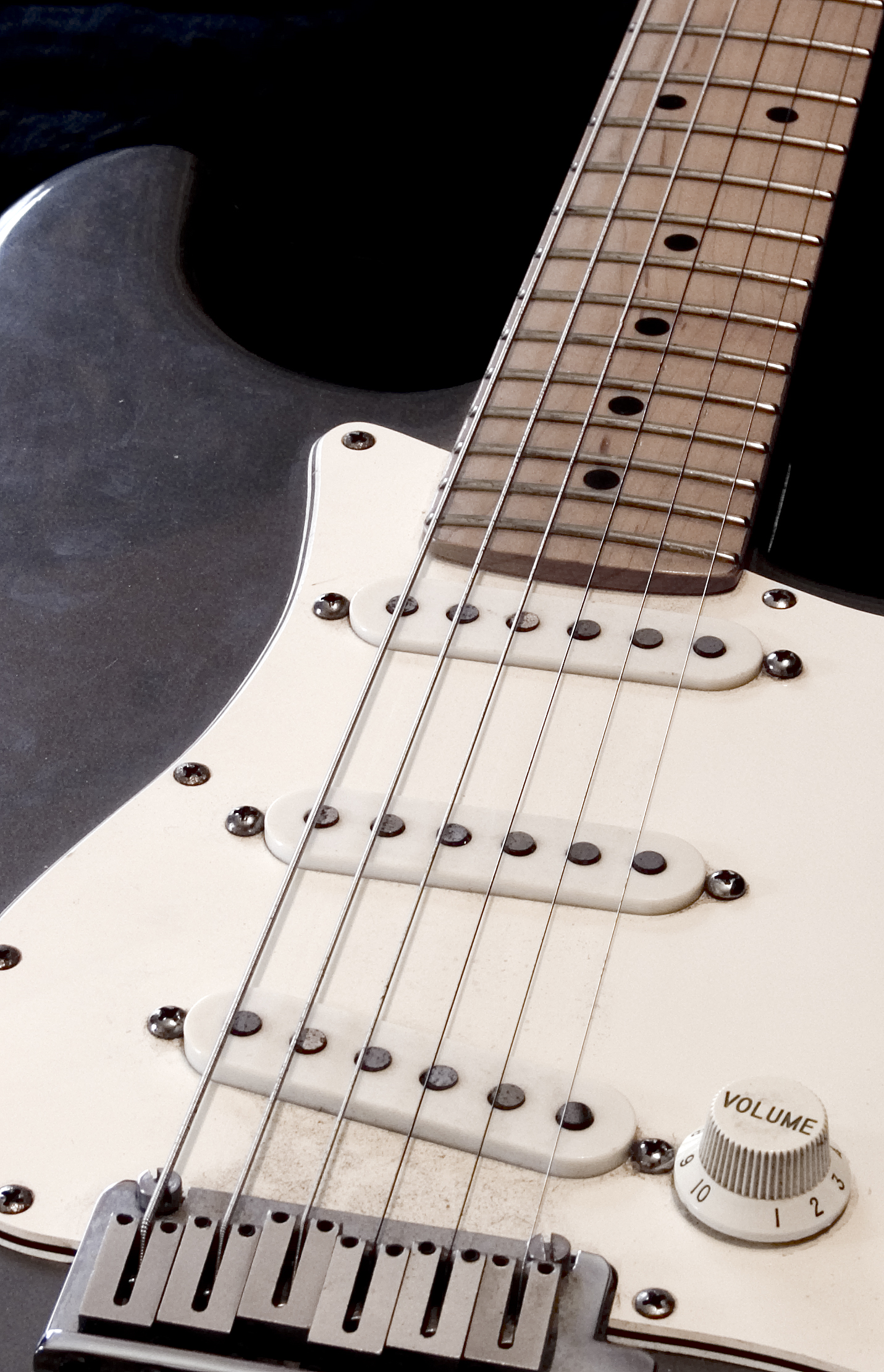
Dettaglio del corpo di una Fender Stratocaster con in primo piano i 3 pick-up single coil

Single coil, termine inglese che significa bobina singola, è il primo tipo di pick-up, elemento indispensabile in uno strumento musicale amplificato elettricamente. Il termine si riferisce al fatto che il filo di rame che lo costituisce è avvolto attorno ad un'unica bobina. Questo tipo di pick-up ha un timbro distintivo ma molto rumoroso, poiché ha il campo magnetico fortemente localizzato, infatti ogni polo non è altro che il magnete stesso. Ne consegue che questo tipo di pick-up è sensibile a qualsiasi fonte di rumore elettrico: è sufficiente l'interferenza di una semplice lampadina.

## Storia

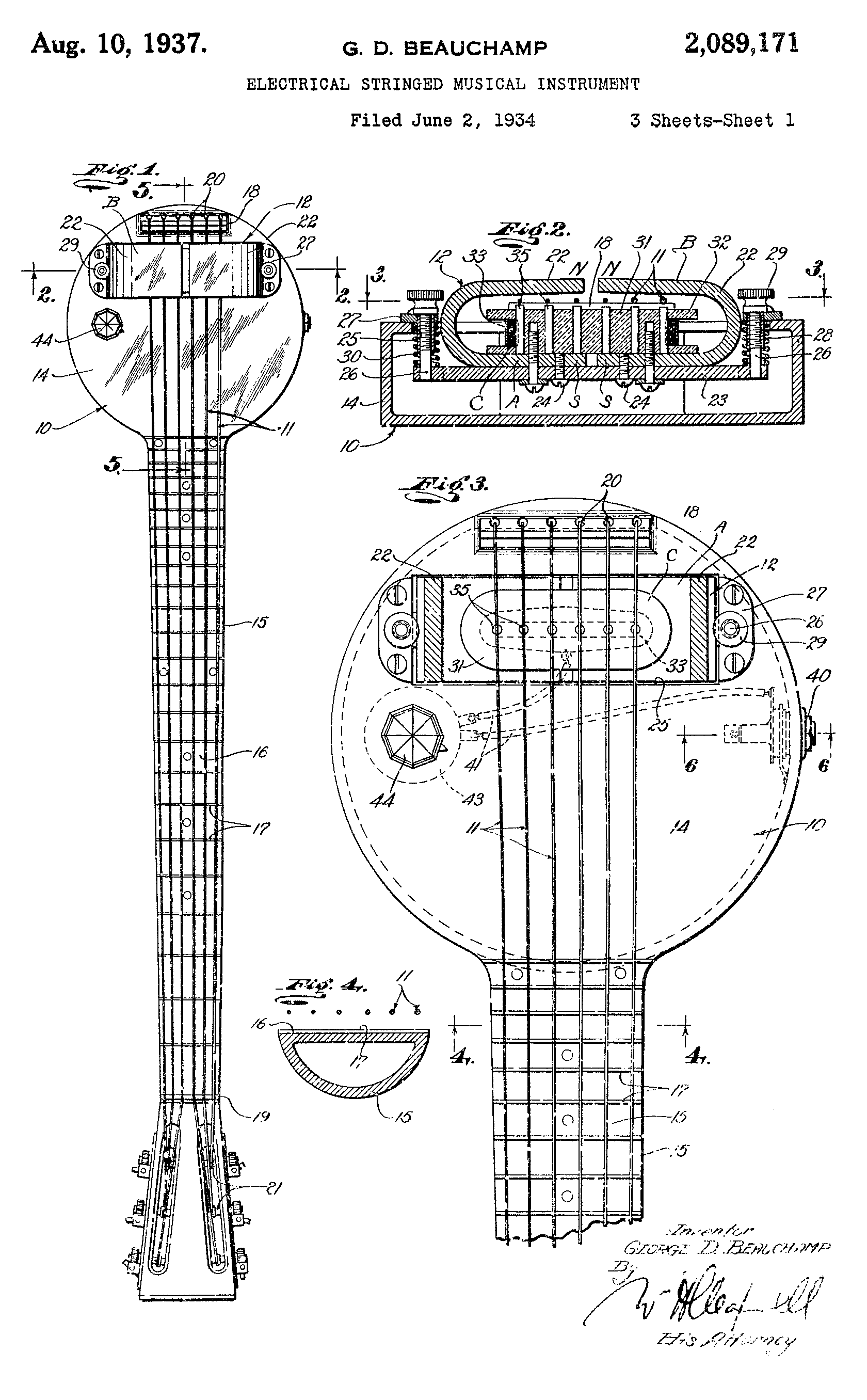
Schizzo della domanda di brevetto di Rickenbacker del 1934

### George Beauchamp e il pick-up a forma di "ferro di cavallo"
A inventare il primo pick-up fu un chitarrista californiano di nome George Beauchamp, che a metà del 1920 iniziò a studiare un modo per amplificare elettronicamente la chitarra. Inizialmente egli partì con un gruppo di pick-up fonografici, provando varie combinazioni di bobine e di magneti. Beauchamp caricava le spire utilizzando un motore elettrico di una lavatrice, poi di una macchina da cucire ed infine grazie a magneti singoli arrotolati. Con l'aiuto ingegneristico e finanziario di un ricco ingegnere di nome Adalph Rickenbacker, Beauchamp realizzò il primo pick-up single coil. Quest'ultimo era costituito da due massicci magneti a forma di U, da cui il nome di pick-up a forma di ferro di cavallo, che circondavano gli avvolgimenti che erano avvolti su una piastra di base singola al centro della bobina. Il pick-up verrà poi inserito su una chitarra fatta su misura che prenderà il nome di Hawaiian Electro Lap Steel Guitar, soprannominata anche la "Padella" per la sua forma tonda e piatta.
Nel 1931 George Beauchamp fonda la "Ro-Pat-In Company" assieme a Adalph Rickenbacker e altri soci, che poi diventerà la "The Electro String Instrument Corporation" ed infine la "Rickenbacker International Corporation". La società introdurrà i primi pick-up sul mercato nel 1932.

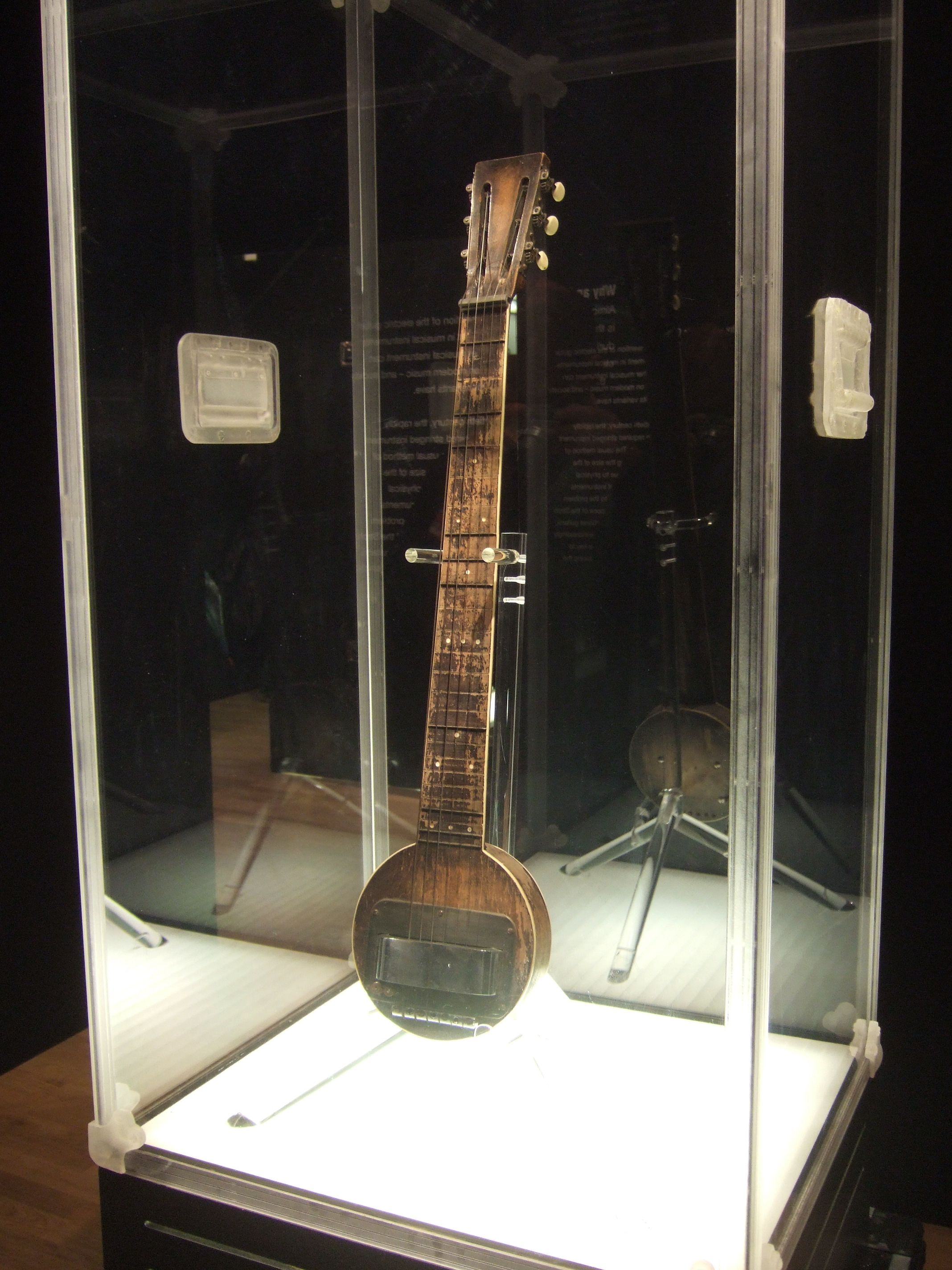
Una chitarra elettrica Rickenbacker Frying Pan-Lap Steel del 1932

### Gibson e il "bar pick-up"
Nel 1935 la "Gibson Guitar Corporation" introduce un nuovo pick-up, producendo una sua linea di chitarre Hawaiian lap steel. Il pick-up era costituito da una lamella metallica inserita attraverso la bobina come un polo comune per tutte le stringhe, ed un paio di grandi magneti fissati sotto la bobina.
Nel 1936 la Gibson introduce sul mercato la Gibson ES-150, che verrà resa famosa da Charlie Christian che negli anni trenta suonava nella Benny Goodman Orchestra. Da qui anche l'associazione del modello al chitarrista ed anche dei pick-up detti i pick-up di Charlie Christian o i "CC unit".

## Pick-up Gibson
La Gibson produsse il P-90, il quale è composto da una bobina piatta e lunga, con viti in acciaio regolabili che fungono da espansori polari e un paio di magneti a barre sotto la bobina. Avvicinando o allontanando le viti dal magnete si determina la potenza ed il tono del segnale.

## Suono
Questo tipo di pick-up ha un timbro distintivo ma molto rumoroso, in quanto ha un campo magnetico fortemente localizzato, infatti ogni polo non è altro che il magnete stesso. Ne consegue che questi tipi di pick-up sono molto sensibili a qualsiasi rumore elettrico, è sufficiente l'interferenza di una semplice lampadina. Di conseguenza non può essere avvicinato troppo alle corde, perché genera dei problemi d'intonazione e scarsa vibrazione della corda trattenuta al laccio dal magnete. Una distanza consona è di circa 3 mm, e la si misura grazie alla corda del "Mi Cantino" e "Mi Basso" sull'ultimo tasto della tastiera. Infatti la Fender consiglia una distanza di 1/16 inch (1,6 mm) sulla corda del "Mi Cantino" e 3/32 inch (2,4 mm) sulla corda del "Mi Basso".